# Колокольня старообрядческого храма Екатерины
Колокольня церкви Екатерины Федосеевского согласия — сохранившееся колокольня Церкви Святой Екатерины Федосеевского старопоморского согласия в бывшем Девкином переулке, сама церковь не сохранилась. Объект культурного наследия регионального значения. До осени 2024 года находилась в аварийном состоянии.

## Описание
Часть Бауманской улицы между Ольховской и Спартаковской до революции имела другой статус и именовалась Девкиным переулком. Здесь в XIX-начале ХХ вв. находилось владение купцов Карасёвых, известных своим вниманием к судьбе старообрядчества в Москве. Свой дом они отметили особым сооружением — колокольней.
Старообрядческая церковь во имя святой великомученицы Екатерины существовала в доме купца II гильдии И. И. Карасёва с 1872 г. Старообрядцы в это время находились под строгим надзором полиции и не могли строить собственные храмы, в результате чего приходилось создавать тайные церкви и молельни. После объявления веротерпимости в 1905 г. старообрядцы получили право свободно исповедовать свою веру и возводить храмы по своему вкусу и разумению. И. И. Карасёв, однако, не стал строить отдельный храм, а лишь перенёс церковь из собственного особняка в трёхэтажный дом во дворе владения, а в 1912 г. добился разрешения на пристройку деревянной звонницы. Ей на смену в 1915 г. пришла полноценная надвратная колокольня, поставленная слева от дома по проекту архитектора Н. Н. Благовещенского.

## Галерея
| - В 2012 году - В 2008 году - В 2018 году - В сентябре 2024 года после реставрации |